# Dunseith
Dunseith è un centro abitato (city) degli Stati Uniti d'America, situato nella Contea di Rolette, nello Stato del Dakota del Nord. Nel censimento del 2000 la popolazione era di 739 abitanti. La città è stata fondata nel 1884.

## Economia
Dunseith è vicina al confine con il Canada, ed è proprio la sua posizione a farne un centro importante per gli scambi commerciale. Inoltre è uno dei tre varchi doganali aperto tutto il giorno del Dakota del Nord (gli altri sono Pembina e Portal).

## Geografia fisica
Secondo i rilevamenti dell'United States Census Bureau, la località di Dunseith si estende su una superficie di 2,60 km², tutti occupati da terre.

## Popolazione
Secondo il censimento del 2000, a Dunseith vivevano 739 persone, ed erano presenti 178 gruppi familiari. La densità di popolazione era di 282 ab./km². Nel territorio comunale si trovavano 282 unità edificate. Per quanto riguarda la composizione etnica degli abitanti, il 24,76% era bianco, lo 0,27% era afroamericano, il 71,04% era nativo e lo 0,14% proveniva dall'Asia. Lo 0,14% apparteneva ad altre razze, mentre il 3,65% apparteneva a due o più. La popolazione di ogni razza ispanica corrispondeva allo 0,27% degli abitanti.
Per quanto riguarda la suddivisione della popolazione in fasce d'età, il 35,2% era al di sotto dei 18, l'11,1% fra i 18 e i 24, il 23,8% fra i 25 e i 44, il 14,5% fra i 45 e i 64, mentre infine il 15,4% era al di sopra dei 65 anni di età. L'età media della popolazione era di 28 anni. Per ogni 100 donne residenti vivevano 90,5 maschi.